# The Best Love
The Best Love è un album raccolta del gruppo musicale brasiliano Kaleidoscópio, pubblicato nel 2009.

## Tracce
1. Meu sonho – 4:01 – Star Guitar Remix
2. So com voce – 4:15 – feat. Cargo
3. Tem que valer – 3:27
4. Brasil – 5:18 – feat. Free Tempo
5. Madalena – 3:40
6. Saudade de voce – 5:47 – feat. Elmio
7. Meu sonho – 3:32 – So Pra Min remix
8. O que faz Vibra – 3:27
9. Sem parar – 5:49 – feat. Ryukyudisko
10. Parei pra te ver – 3:28
11. Chega mais perto – 4:17
12. Feliz de novo – 3:22 – Raggaeton Mix
13. Vamos jogar pra ganhar – 3:24
14. Pais brasileiro – 3:05
15. Nao vai – 5:06 – feat. i-dep
16. Meu sonho – 6:00 – Yasutaka Nakata - Capsule Mix